# 豪斯莱滕
豪斯莱滕是奥地利下奥地利州科尔新堡县的一个市镇。总面积61.03平方公里，总人口3344人，人口密度54.8人/平方公里（2005年）。